# 池本小百合
池本 小百合（いけもと さゆり、1963年4月25日 - ）は、日本の声優、舞台女優。ケンユウオフィス所属。北海道空知郡上砂川町出身。

## 来歴
専門学校東京アナウンス学院卒業後、同人舎演技研究所入所。同所に2年在籍した後にデビュー。かつては同人舎プロダクションやぷろだくしょんバオバブに所属していた。2003年4月1日からケンユウオフィス所属。

## 人物
声種はソプラノ。
外画の吹き替え、アニメで活躍している。
かわいらしい女の子役で知られる。
特技はスキー。趣味は水泳。
姉が一人いる。

## 出演

### テレビアニメ
1983年
- キャッツ♥アイ
- 魔法の天使クリィミーマミ（1983年 - 1984年、女子学生 他）

1985年
- 機動戦士Ζガンダム（医務員）
- ダーティペア（ミラルダ）
- ルパン三世 PARTIII（子供）

1986年
- 機動戦士ガンダムΖΖ（アヌ）
- ロボタン（ハナちゃん）

1987年
- 新メイプルタウン物語 パームタウン編（ローリィコッカー）

1988年
- それいけ!アンパンマン（りんりん〈初代〉）
- 魔神英雄伝ワタル（母親）

1989年
- 青いブリンク（パティ）

1990年
- からくり剣豪伝ムサシロード（アカネ）
- たいむとらぶるトンデケマン!（おかみさんA）
- ロビンフッドの大冒険（1990年 - 1991年、バルバラ）
- まじかるハット（ドグミ）
- 魔法使いサリー（1989年版）（1990年 - 1991年、ジャッキー、ドルフィーネ）

1991年
- 機甲警察メタルジャック（永室明日香）
- 魔法のプリンセス ミンキーモモ 夢を抱きしめて（ジローの母、セシル）

1992年
- 花の魔法使いマリーベル（マギー）
- ママは小学4年生（上級生）

1994年
- 魔法陣グルグル（マリーナ姫）

1995年
- H2（ひかりの母）
- バーチャファイター（イザベル）

1996年
- オズ・キッズ（ドット〈2代目〉）
- B'T-X（女ロボット）

1997年
- 中華一番!（サンチェの母）
- フォーチュン・クエストL（マリア）

1998年
- MASTERキートン（アン）

2000年
- ニャニがニャンだー ニャンダーかめん（リリコ）

2002年
- あたしンち（アナウンス）

2004年
- MONSTER（シャルロッテ）

2006年
- BLACK LAGOON（景山の妻）
- 名探偵コナン（2006年 - 2008年、留守番電話の音声、音声メッセージ、アナウンス）

### 劇場アニメ
- プロジェクトA子（1986年、真理）
- 新メイプルタウン物語 パームタウン編（1987年、ローリィコッカー）
- 機動戦士ガンダムF91（1991年、リィズ・アノー[13]）[注釈 2]
- 蒼い記憶 満蒙開拓と少年たち（1993年、吉崎文子）
- クレヨンしんちゃん 嵐を呼ぶモーレツ!オトナ帝国の逆襲（2001年、アナウンサー）
- 名探偵コナン 探偵たちの鎮魂歌（2006年、パソコン音声）

### OVA
- プロジェクトA子 完結篇（1986年、真理）
- 麻雀飛翔伝 哭きの竜（1988年、少女）
- 東京BABYLON（1992年、由香里）
- ドン 極道水滸伝（1992年、田中マリ）
- HUMANE SOCIETY 〜人類愛に満ちた社会〜（1992年、母）
- 電影少女 -VIDEO GIRL AI-（1992年、アナウンス）
- NG騎士ラムネ&40 DX ワクワク時空 炎の大捜査戦（1993年、リディア）
- ロックマン 星に願いを（1993年、ママ）
- I・R・I・A ZEIRAM THE ANIMATION（1994年、アナウンサー）
- 銀河英雄伝説（1994年、クララ）

### ゲーム
- クリスタルリナール -逢魔の迷宮-（1994年、ナーロウ）
- あにまーじゃんX（1994年、大宮エツ子）
- エンジェルクライシス（1996年、ジャニー）
- ブランマーカー Twin（1997年、セシリアーナ王女）
- 高機動幻想ガンパレード・マーチ（2000年、芳野春香）
- SDガンダム GGENERATION SPIRITS（2007年、リィズ・アノー）
- SDガンダム GGENERATION OVER WORLD（2012年、リィズ・アノー、マイキャラクターボイス淑女3）

### ドラマCD
- 英雄伝説III 白き魔女（カーリー王妃）
- 恋のためらい愛の（野山）
- 高機動幻想ガンパレード・マーチ（芳野春香）
- ごはんを食べよう（月島母）
- しあわせにできるシリーズ（蝶子ママ）
- 魔神英雄伝ワタル4 CDシネマ1「ヒミコと虎王の物語」（女）

### 吹き替え

#### 映画
- アダムス・ファミリー2（アマンダ〈メルセデス・マクナブ〉）ソフト版、日本テレビ版
- アムステルダム無情（アネケ（テイタム・ダゲレット））
- あの子を探して（スン・ジメイ）
- IT ※テレビ東京版
- ヴァンパイア・イン・ブルックリン（ニッキー〈シンビ・カリ〉）※ビデオ版
- エイリアン・ウォーズ（デビー〈レイチェル・ブランチャード〉）
- オレはギャング ガーディニア（ローラ、サマンサ、女客）※TBS版
- 華氏451（ジャッキー〈アナ・ポーク〉）※DVD用新録吹き替え版
- 鯨の中のジョナ（シモーナ（シモーナ・ファチェヴァ））
- コーンヘッズ（コニー・コーンヘッド〈ミシェル・バーク〉）
- ドロップ・ゾーン ※ソフト版
- ザ・フライ2 二世誕生 ※テレビ版
- 13日の金曜日（ブレア）
- 処刑ライダー※TBS版
- 7月4日に生まれて
- タイトロープ（アマンダ・ブロック〈アリソン・イーストウッド〉）※テレビ朝日版
- TAXi（リリー〈マリオン・コティヤール〉）※ソフト版
- ドラゴン/ブルース・リー物語
- 特攻サンダーボルト作戦
- ドロップ・ゾーン ※ソフト版
- ハワード・ザ・ダック/暗黒魔王の陰謀 ※TBS版
- 伴奏者（イレーヌ〈エレナ・ソフォーノワ〉）
- ブーメラン（カーニャ〈カーニャ・ミクヘイズ〉）
- ファントム（ジェニー・ペイリー〈ジョアンナ・ゴーイング〉）
- プロテクター ※フジテレビ版
- 変身パワーズ（バーニー・ベーカー〈オースティン・ウルフ〉）
- ミッション:インポッシブル2（コンピューター）※テレビ朝日版
- やかまし村の子どもたち（リサ〈リンダ・ベリーストレム〉）
- 夜の大捜査線
- ラスト・アクション・ヒーロー ※テレビ朝日版
- 流転の王妃・最後の皇弟
- ローマの休日（ヴィアルバーグ伯爵夫人〈マーガレット・ローリングス〉）※TBS版
- ロケッティア ※テレビ朝日版
- ロボコップ（娘）テレビ朝日版

#### ドラマ
- アボンリーへの道 #38（アグネス）
- アニマル・レスキュー・キッズ
- ER XIV 緊急救命室（レベッカ・サマーズ）
- グレイズ・アナトミー5 恋の解剖学 #17
- グレイズ・アナトミー8 恋の解剖学 #12
- CSI:マイアミ3 #15
- 心理探偵フィッツ
- 新スタートレック（バネッサ〈ジル・ジェーコブソン〉、ミテナ・ハロ〈ジョセリン・オブライエン〉）
- 素晴らしき日々（ベス）
- ツイン・ピークス（ガースティン・ヘイワード〈アリシア・ウィット〉）
- ツイン・ピークス The Return（ガースティン・ヘイワード〈アリシア・ウィット〉）
- トワイライト・ゾーン ファイトマン（リンダ〈ヘレナ・ジョイ〉）
- ナイトライダー #36
- 犯罪捜査官ネイビーファイル #6（テス・マッキー）、#20
- 弁護士シャノン（ニーラ・シャノン〈ジェニー・ルイス〉）

#### アニメ
- ぞうのババール
- ドラゴン・テイルズ（ウィーゼ）
- バットマン（メイ、ジューン）
- 森の妖精ノーム（スサーナ）

### ラジオ
- 朝からたいへん!つかちゃんです（アシスタント）[4]

### 人形劇
- あつまれ!じゃんけんぽん（ララの声、ボウの声〈2代目〉）

### ナレーション
- FNN おはよう!サンライズ（フジテレビ）
- FNN World Uplink（フジテレビ）
- 月刊GAMES（テレビ朝日）
- 新春かくし芸大会「オンナだらけのひょうきん族」（第30回）
- ミッドナイトマーメイド（テレビ朝日）

### ボイスオーバー
- 地球ドラマチック（NHK教育）

### 舞台
- 譚倶楽部 朗読劇公演 
  - 第24回公演（2011年）
  - 第27回公演「三人掛りで江戸をはこんで来ました」（2013年）
  - 第28回公演「鶯の里に江戸が華やぎます / 演目：おせん」（2014年）
  - 第30回記念公演「みんなで江戸を連れて来ました。其して、あの人も!」（2016年）
- 劇団ふくわらい公演
  - 第7回本公演「弥太郎笠」（2005年）
  - 第9回本公演「浪花の夢草紙」（2006年）
  - 第11回本公演「旅の夜風」（2007年）※特別出演
  - 第13回本公演「TENNTYU!〈天誅〉」（2008年）
  - 第14回本公演「住吉のお岩はん」（2009年）※特別友情出演
  - 第15回本公演「浪花の千両富」（2009年）
  - 第17回本公演「天狗参上!」（2010年）
  - 第18回本公演「水口の幽霊」（2011年）
  - 第20回本公演「出世の鼻」（2012年）　　　
  - 第21回本公演「駕籠かき五兵衛と六兵衛」（2012年）
  - 第23回本公演「鯉のから騒ぎ」（2013年）
  - 第25回本公演「逢花」（2014年）
  - 第27回本公演「仇討ち稼業」（2015年）
- 富士見ヶ丘スタジオドラゴンカフェ 朗読ライブ&落語会（2015年）